# Joeri Grigorovitsj
Joeri Nikolajevitsj Grigorovitsj (Russisch: Юрий Николаевич Григорович) (Leningrad, 2 januari 1927 – Moskou, 19 mei 2025) was een Russische balletdanser en choreograaf. Hij heeft de prestigieuze balletprijs Prix Benois de la Danse opgericht.
Grigorovitsj was tot 1961 danser in het balletgezelschap van het Mariinskitheater. Hierna werkte hij bij dit gezelschap als choreograaf. In 1964 stapte Grigorovitsj over naar het Bolsjojtheater in Moskou. In de jaren 90 verliet hij dit theater, mogelijk vanwege meningsverschillen, om er in 2008 weer terug te keren.
Grigorovitsj overleed in een ziekenhuis in Moskou op 98-jarige leeftijd.
- Bibsys: 90258873
- Biblioteca Nacional de España: XX1017894
- Bibliothèque nationale de France: cb12610537d (data)
- CiNii: DA04330186
- Gemeinsame Normdatei: 118718878
- International Standard Name Identifier: 0000 0001 2144 7379
- Library of Congress Control Number: n81021947
- Nationale Bibliotheek van Letland: 000088908
- Bibliotheek van het Japanse parlement: 00620766
- Nationale Bibliotheek van Tsjechië: jn20000602497
- Nationale bibliotheek van Australië: 35860991
- Nationale Bibliotheek van Israël: 987007262055905171
- Nationale en Universitaire bibliotheek Zagreb: 000028475
- Nederlandse Thesaurus van Auteursnamen: 068177267
- Système universitaire de documentation: 08580486X
- Trove: 1120302
- Virtual International Authority File: 97867875
- WorldCat: E39PBJmP9vtKRYdQk9bjbqgYfq